# Aptychopsis
Aptychopsis là một chi rêu trong họ Sematophyllaceae.